# ラストシーン (西城秀樹の曲)
「ラストシーン」は、西城秀樹の19枚目のシングル。1976年12月20日にRCAから発売された。

## 解説
前作「若き獅子たち」に続き、作詞は阿久悠、作曲は三木たかしである。「年上の女性のことを初めて歌った」作品である。女言葉で歌ったのも初めてだった。
オリコンでは最高位8位（100位内14週）、22.6万枚のセールスとなった。
歌謡ポップスチャンネルの「ファンが選んだベスト20」では第4位に選出された。

## 収録曲
（全作詞：阿久悠／作曲・編曲：三木たかし）
1. ラストシーン（3:47）
2. 愛する（4:07）

## 「ラストシーン」のカバー
- 岩崎宏美 - 『Dear Friends VII 阿久悠トリビュート』に収録、2014年
- はやぶさ - 「サンキュ!ピース feat.辰巳ゆうと」にC/Wとして収録、2021年